# General Salgado
General Salgado este un oraș în São Paulo (SP), Brazilia.